# Serafa
Serafa – rzeka w województwie małopolskim, prawy dopływ Wisły. Długość rzeki wynosi 12,7 km, powierzchnia zlewni 74,9 km². Początek swój bierze w Wieliczce w okolicach stawu w Parku Mickiewicza, by następnie w okolicy ulicy Kubusia Puchatka przyjąć wody dopływającej z lewej strony Grabówki. Stąd już wypływa z Wieliczki i w okolicach autostrady A4 i ulicy Nad Serafą w Krakowie przyjmuje lewy dopływ – Malinówkę, biorącą swój początek w Baryczy – wraz z jej wieloma niewielkimi dopływami z okolic Kosocic, Rajska, Rżąki, i Soboniowic. Przyjmuje jeszcze lewy dopływ, Drwinę, i za nią jeszcze Zabawkę, by w Brzegach tuż za stopniem wodnym Przewóz ujść do Wisły.
W systemie gospodarki wodnej Serafa jest uznana za jednolitą część wód o kodzie PLRW2000262137749. W obowiązującej w latach 2004-2021 typologii została określona jako rzeka w dolinie wielkiej rzeki nizinnej (typ 26).
W pobliżu ujścia jej dno budowane jest przez osady piaszczyste, muliste i kamieniste. Wśród makrofitów dominuje rdestnica grzebieniasta, a obok niej występują rdestnice – drobna, nawodna i kędzierzawa. Inne stwierdzane gatunki to moczarka kanadyjska i rzęsa drobna. Wśród glonów nitkowatych stwierdzono przedstawicieli rodzajów Cladophora, Stigeoclonium, Rhizoclonium i Oedogonium. W Serafie w 2009 stwierdzono pierwsze w Polsce stanowisko moczarki argentyńskiej, potwierdzane w kolejnych latach.
Według badań monitoringowych z roku 2003 rzeka prowadziła wody pozaklasowe zarówno pod względem zanieczyszczenia fizykochemicznego i saprobowości, jak i skażenia bakteriologicznego. W 2017 roku potencjał ekologiczny jej wód został sklasyfikowany jako zły. Zadecydowała o tym zła ocena makrozoobentosu, podczas gdy stan makrofitów był umiarkowany. Przekroczone były również normy dobrego stanu ekologicznego dla kilku parametrów fizykochemicznych, w tym wszystkich form azotu, BZT5 czy przewodności elektrolitycznej. Stan chemiczny wód sklasyfikowano jako zły, przy czym przekroczenie dotyczyło jedynie PBDE w tkankach ryb oraz benzo-a-pirenu w wodzie. Jeden z wielu powodów zanieczyszczeń Serafy wynika z faktu przepływania jej dopływu – Malinówki – w bezpośrednim sąsiedztwie wysypiska śmieci w Baryczy. Z kolei Drwina niesie wody z oczyszczalni ścieków komunalnych Krakowa.

## Nazwa
Inna używana nazwy rzeki - Srawa.
Istnieją dwie główne hipotezy dotyczące pochodzenia tej nazwy.
Rozwadowski uważa, że nazwa Srawa „pochodzi od tego samego pnia, który mamy w srać; w Wieliczce, z jej odwiecznymi kopalniami, jest Srawa rzeczywiście od wieków po prostu ściekiem, kanałem”. Z upływem czasu miała nastąpić eufemizacja tej nazwy i z niezbyt eleganckiej Srawy zrobiła się (szczególnie w dokumentach oficjalnych) Serafa. Językoznawcy przywołują podobne procesy językowe z innych części Polski, gdzie z pierwotnej Srawy robiły się Strawy, Sawy, a z rzeczki o brzmieniu Sracz - Seracz.
Według drugiej hipotezy, nazwa Serafa pochodzi od nazwy szybu w Wieliczce (Seraf), z którego wody były pompowane do rzeki nazwanej od tego Serafą. Za tą hipotezą przemawiają najstarsze odnotowane formy tej nazwy (Serafa w 1753 r.) i kierunek zmiany nazwy z „Serafa” (1768), poprzez „Serawa” (1802), aż do „Srawa” (1847):
1470 – 1480: Wyelyczka (Liber beneficiorum dioecesis Cracoviensis, Długosz),
1763: Rzeka Serafa, Serapha,
1768: Rzeka Serafy (mapa Friedhubera),
1783: Bierzanowska Rzeka (tzw. Mapy Miega),
1785: Szirawa (mapie Nicolaschy’ego),
1802: Serawa („Opisanie granic państwa kokotowskiego…”, AN w Krakowie, 29/645/186),
1839: rzeka Pasternik (Liber Memoralibium, ks. Osuchowski),
1842: Seravabach, Srawa (np. „Geschichte der Wieliczkaer Salinen”),
1843: Serawa („Krótki opis historyczny, geologiczny i górniczy Wieliczki” Zejszner),
1847: Srawa (Kataster galicyjski, dominium Bieżanów),
1875: Srawa (czasopismo Rolnik, opis majątku Śledziejowice, tom XVII).

## Galeria

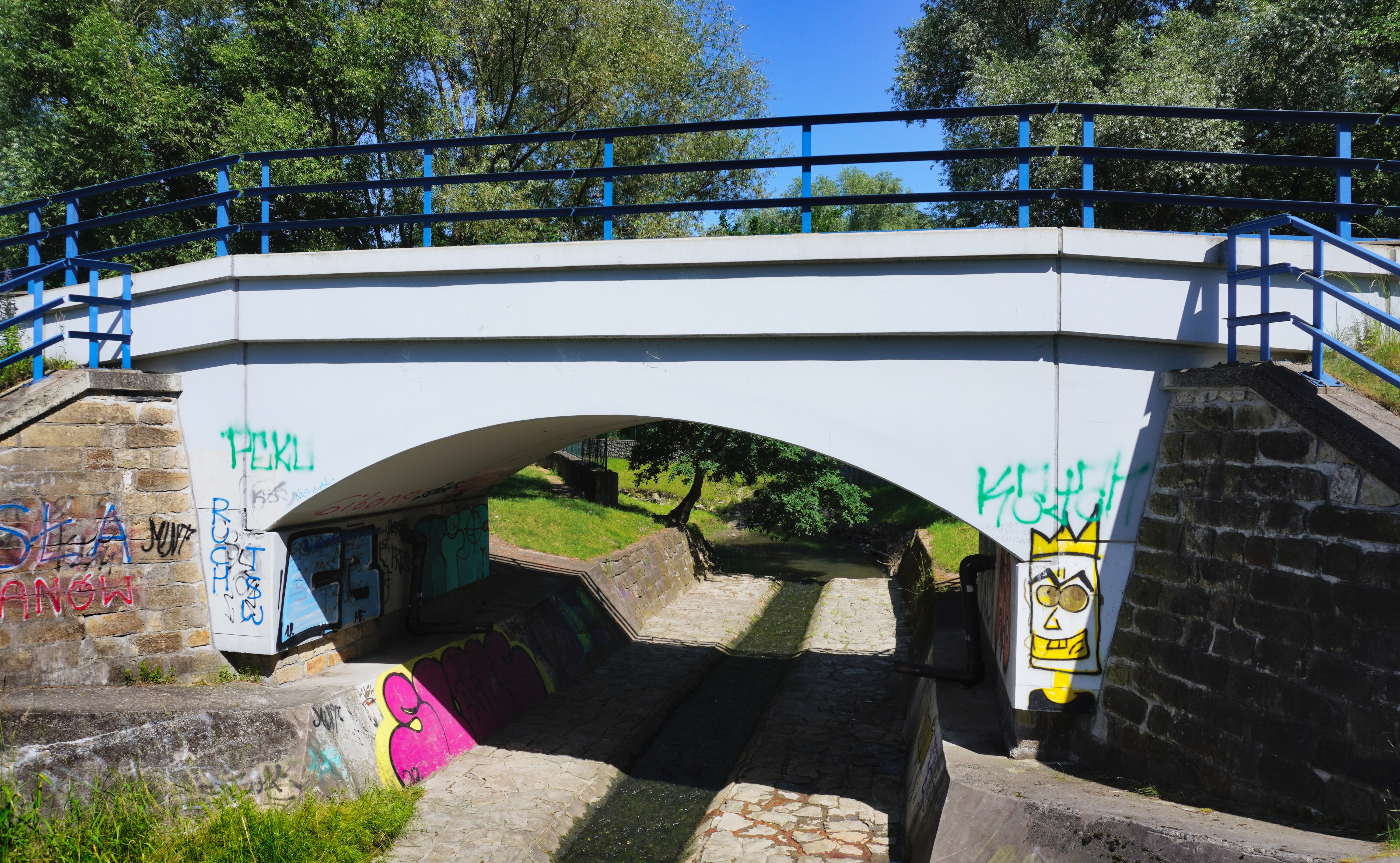
Serafa przepływająca pod mostem linii kolejowej nr 109 w Bieżanowie w Krakowie

## Główne dopływy
- Zabawka[20]
- Drwina Długa[21]
- Malinówka[22]
- Grabówka[potrzebny przypis]